# Ute Mücklich-Heinrich
Ute Mücklich-Heinrich (* 1960) ist eine deutsche Politikerin (CDU). Seit 2022 ist sie Abgeordnete im Landtag des Saarlandes.
Ute Mücklich-Heinrich besitzt Studienabschlüsse als Diplom-Betriebswirtin und Diplom-Betriebspädagogin und ist als Unternehmensberaterin tätig. Sie ist stellvertretende Vorsitzende der Frauen-Union in Saarlouis. 
Bei der Landtagswahl im Saarland 2022 erhielt sie über die Landesliste ihrer Partei ein Abgeordnetenmandat im Landtag des Saarlandes.